# Потенціальне векторне поле
Потенціальне ве́кторне по́ле, у математиці — векторне поле, яке можна представити як градієнт деякої скалярної функції координат (потенціалу). Необхідною і достатньою умовою потенційності векторного поля є рівність нулю ротора поля.
У фізиці, що має справу з силовими полями, математичну умову потенційності силового поля можна представити як вимогу рівності нулю роботи при переміщенні частинки, на яку діє поле, по замкнутому контуру. Як потенціал поля в цьому випадку можна вибрати роботу з переміщення пробної частинки з деякої довільно вибраної початкової точки в задану точку (за означенням, ця робота не залежить від шляху переміщення). Наприклад, потенційними є статичне електричне поле, а також гравітаційне поле в ньютоновій теорії гравітації.
Нехай у {\displaystyle n}-вимірному многовиді (можна навіть з ненульовою внутрішньою кривиною) задана система координат {\displaystyle u^{1},u^{2},\dots u^{n}} і потенціальне векторне поле {\displaystyle \mathbf {a} } з коваріантними координатами {\displaystyle a_{i}}, яке представляється градієнтом скалярного потенціалу {\displaystyle \phi =\phi (u^{1},u^{2},\dots u^{n})}:
{\displaystyle (1)\qquad a_{i}=\nabla _{i}\phi ={\partial \phi  \over \partial u^{i}}}
Покажемо, що необхідною і достатньою умовою потенційності є рівність нулю ротора поля:
{\displaystyle (2)\qquad ({\text{rot}}\,\mathbf {a} )_{ij}=\nabla _{i}a_{j}-\nabla _{j}a_{i}=0}

## Необхідність
Якщо поле {\displaystyle \mathbf {a} } потенціальне, тобто виконується рівність (1), то при підстановці (1) в (2) одержуємо:
{\displaystyle (2)\qquad ({\text{rot}}\,\mathbf {a} )_{ij}=(\partial _{i}a_{j}-\Gamma _{ij}^{k}a_{k})-(\partial _{j}a_{i}-\Gamma _{ji}^{k}a_{k})=\partial _{i}a_{j}-\partial _{j}a_{i}={\partial ^{2}\phi  \over \partial u^{i}\partial u^{j}}-{\partial ^{2}\phi  \over \partial u^{j}\partial u^{i}}}
Але остання різниця дорівнює нулю в силу рівності мішаних похідних.

## Достатність
Нехай тепер у нас задано таке векторне поле, що його ротор скрізь дорівнює нулю, тобто справедлива рівність (2). Спробуємо побудувати для цього векторного поля такий скаляр {\displaystyle \phi }, щоб виконувалась рівність (1).
Почнемо з розгляду властивості криволінійних інтегралів. Нехай ми маємо у многовиді криву {\displaystyle L}, яка сполучає дві фіксовані точки {\displaystyle P} і {\displaystyle Q}. Криволінійний інтеграл {\displaystyle \Phi } є функціоналом від кривої {\displaystyle L}:
{\displaystyle (3)\qquad \Phi =\Phi (L)=\int _{L}a_{i}du^{i}}
Обчислення варіації цього функціонала, проведені в статті Теорема Стокса дають:
{\displaystyle (4)\qquad \delta \Phi =\int \sum _{i<j}({\text{rot}}\,\mathbf {a} )_{ji}\,d\sigma ^{ij}=0}
Оскільки ротор за умовою скрізь дорівнює нулю, то і варіація функціонала (3) теж дорівнює нулю — отже цей функціонал є константою, яка на залежить від кривої (при фіксованих кінцях кривої {\displaystyle P} і {\displaystyle Q}). Отже криволінійний інтеграл (3) є просто функцією від двох точок — кінців кривої {\displaystyle L}:
{\displaystyle (5)\qquad \Phi =\Phi (P,Q)}
Зафіксуємо одну із точок многовиду, нехай для визначеності, це буде початок системи координат {\displaystyle O}, тоді ми матимемо таке скалярне поле:
{\displaystyle (6)\qquad \phi =\phi (P)=\Phi (O,P)}
Нам тепер треба лише показати, що градієнт цього поля дорівнює {\displaystyle \mathbf {a} }. 

Розглянемо дві близькі точки {\displaystyle P} і {\displaystyle {\tilde {P}}}. Проведемо з початку координат криву {\displaystyle L} до точки {\displaystyle P}, а потім продовжимо цю криву коротким відрізком {\displaystyle \Delta L}, що іде від точки {\displaystyle P} до точки {\displaystyle P'}. Продовжена крива {\displaystyle {\tilde {L}}=L+\Delta L} сполучає початок координат з точкою {\displaystyle {\tilde {P}}}. Отже:
{\displaystyle (7)\qquad \phi ({\tilde {P}})=\Phi (O,P)+\Phi (P,{\tilde {P}})=\phi (P)+\int _{\Delta L}a_{i}du^{i}}
і ми можемо записати приріст функції {\displaystyle \phi } через інтеграл по відрізку:
{\displaystyle (8)\qquad \Delta \phi =\int _{\Delta L}\sum _{i=1}^{n}a_{i}du^{i}}
Розглянемо координати точки {\displaystyle P=(u^{1},u^{2},\dots u^{n})}. Нехай точка {\displaystyle {\tilde {P}}} відрізняється від неї лише однією (хай першою) координатою {\displaystyle {\tilde {P}}=(u^{1}+\Delta u^{1},u^{2},\dots u^{n})}, а решта координат зафіксовані. Тоді в інтегралі (8) (по відрізку вздовж першої координати) буде відмінний від нуля лише диференціал першої координати {\displaystyle du^{1}} і ми одержимо простий визначений інтеграл
{\displaystyle (9)\qquad \Delta \phi =\int _{u^{1}}^{u^{1}+\Delta u^{1}}a_{1}du^{1}\approx a_{1}\Delta u^{1}}
Поділивши асимптотичну рівність (9) на {\displaystyle \Delta u^{1}} і переходячи до границі, маємо:
{\displaystyle (10)\qquad {\partial \phi  \over \partial u^{1}}=a_{1}}
і аналогічно для решти координат. Формулу (1) доведено.